# Любичево
Люби́чево (болг. Любичево) — село в Тирговиштській області Болгарії. Входить до складу общини Антоново.

## Населення
За даними перепису населення 2011 року у селі проживали 300 осіб.
Національний склад населення села:
| Національність   | Кількість осіб | Відсоток |
| ---------------- | -------------- | -------- |
| турки            | 227            | 75,7%    |
| болгари          | 40             | 13,3%    |
| цигани           | 25             | 8,3%     |
| інша             | 0              | 0%       |
| не визначились   | 8              | 2,7%     |
| Всього відповіли | 300            |          |

Розподіл населення за віком у 2011 році:
Динаміка населення: